# Lucien Hector Monod

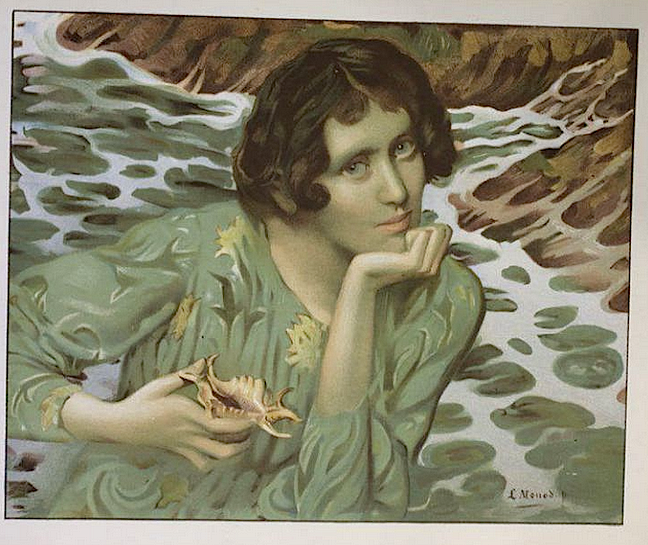
Lucien Hector Monod La voce delle sorgenti

Lucien Hector Monod (Parigi, 21 luglio 1867 – 1957) è stato un pittore e incisore francese, padre del biologo e filosofo Jacques Monod e cugino del pittore impressionista Wilfrid de Glehn.

## Biografia
Figlio di Gustave Louis Monod e Louise Catherine Armand-Delille, Lucien Monod è nato in una famiglia svizzera e di tradizione calvinista, trasferita in Francia dal 1808. Molti componenti della famiglia Monod erano pastori: Lucien è il primo a dedicarsi alle arti.. Dal 1886 al 1889 frequenta l'Académie Julian e in particolare l'atelier di Puvis de Chavannes.
A partire dal 1891 entra a far parte della Società nazionale di belle arti ed espone regolarmente al Salon des artistes français. 
Nel 1899 una litografia, La Voix des sources, è stata pubblicata nella rivista L'Estampe moderne e collabora anche con The Studio.
Nel 1896 Lucien Monod si sposa con l'americana Charlotte Todd McGregor (1867-1954). La coppia ha due figli, Philippe e Jaques Monod.
Nel 1917 la famiglia si trasferisce a Cannes nella casa fatta costruire da Lucien.
Lucien Monod è autore di un importante risultato di studi condotti sul mercato delle stampe e pubblicato dall'editore Albert Morancé a partire dal 1920 che comprende, tra l'altro, una delle prime monografie sulle incisioni di Félix Valloton. 

## Opere esposte
Le opere di Monod sono esposte in tutto il mondo in numerose in collezioni sia private che pubbliche. Tra le istituzioni più importanti troviamo:
- Biblioteca municipale di Lione
- Biblioteca reale del Belgio a Bruxelles
- British Museum a Londra
- Museo di Belle arti di San Francisco
- Fitzwilliam Museum a Cambridge
- Museo Provincial de Bellas Artes Pedro Martínez a Buenos Aires
- National Gallery of Australia a Canberra
- National Gallery of Canada a Ottawa